# John Ayina
John-Christophe Ayina (Rouen, Francia, 9 de abril de 1991) es un futbolista francés. Juega como delantero en el Évian Thonon Gaillard FC del Championnat National 3 de francés.

## Trayectoria
Se formó en las categorías inferiores del París Saint-Germain, para posteriormente jugar en el US Quevilly; en este club llegó a disputar los cuartos de final de la Copa de Francia de 2011-12, en donde anotó dos de tres goles ante el Olympique de Marsella. Esto le valió para ayudar a su equipo a avanzar hacia las semifinales y posteriormente a la gran final ante el Olympique de Lyon, aunque fueron superados 1:0 en el marcador final. Ayina fue la revelación de dicho torneo.
En 2011 fue contratado por el Córdoba Club de Fútbol para disputar la Segunda División de España. En este club debutó el 21 de agosto ante el Real Murcia. Después se fue cedido al Écija Balompié de la Segunda División B de España, donde jugó 17 encuentros y anotó en 3 ocasiones. Al regresar de su cesión firma por el Real Racing Club de Santander de cara a la temporada 2013-2014, donde disputó la Segunda División B de España y varios partidos de la Copa del Rey. Con el Racing disputó 17 partidos y anotó 5 goles. Además, se coronó campeón de ascenso con su equipo al terminar en primer lugar del grupo I.
En julio de 2014 rescinde con el Racing y queda libre fichando por el Getafe B para la siguiente temporada. Para comienzos de enero de 2016 fue fichado por el Newport County para competir en la English Football League Two.

## Clubes
| Club                      | País       | Año         |
| ------------------------- | ---------- | ----------- |
| En Avant de Guingamp B    | Francia    | 2009        |
| Paris Saint-Germain "II"  | Francia    | 2009 - 2011 |
| US Quevilly               | Francia    | 2012        |
| Córdoba Club de Fútbol    | España     | 2012-2013   |
| Écija Balompié (Cedido)   | España     | 2013        |
| Racing de Santander       | España     | 2013-2014   |
| Getafe B                  | España     | 2014-2015   |
| Rochdale AFC              | Inglaterra | 2015        |
| Newport County AFC        | Gales      | 2016-2017   |
| Oman Club (Cedido)        | Omán       | 2016-2017   |
| Virtus Francavilla Calcio | Italia     | 2017 - 2018 |
| AS Bisceglie              | Italia     | 2018        |
| Fidelis Andria            | Italia     | 2018        |
| US Savoia 1908            | Italia     | 2018 - 2019 |
| A.S.D. Nardò Calcio       | Italia     | 2019        |
| A.S.D. Ellera Calcio      | Italia     | 2020        |
| Pirin Blagoevgrad         | Bulgaria   | 2020-2021   |
| Évian Thonon Gaillard FC  | Francia    | 2022        |

## Palmarés
- Campeón torneo ascenso Segunda División B de España 2013-14.
- Subcampeón de la Copa de Francia de Fútbol de 2012.[11]